# کندروسیدا
کندروسیدا (نام علمی: Chondrosiidae) نام یک تیره از رده اسفنج‌های شاخی متعلق به راسته کندروسیدا است.